# Олександр Оришкевич
Олександр Оришкевич (29 травня 1911, Олесько, нині Буський район Львівської області — 1995, Олесько) — український священник, доктор теології, багаторічний в'язень сталінських таборів.

## Життєпис
Народився 29 травня 1911 року в Олеську. Його батько, Семен, був працівником суду і головою містечка. Мати, Кароліна з дому Денищук, була дуже релігійною жінкою. У сім'ї росло дев'ятеро дітей. Батьки доклали величезних зусиль, щоб дати своїм дітям належне виховання і освіту. Із цієї сім'ї Олесь та Іван-Діонізій стануть священниками, Петро — професором географії, директором школи українознавства у Вашингтоні (США), Софія та Сузанна — вчителями, Роман — хірургом, доктором медицини, Тадей — інженером-лісівником у США, Йосиф — доктором медицини в США.
Навчався спочатку в Олеській школі, а з 1925 року — у Львівській гімназії. Згодом навчався у Львівській Богословській Академії, де студіював теологію. В Академії знайшов багато друзів і однодумців. Щороку під час вакацій семінаристи приїжджали до Оришкевичів, щоб зійти на Підлиську Білу Гору і вклонитись пам'яті великого о. Маркіяна Шашкевича.
Вирішивши присвятити себе служінню Богові у «безженному стані», 1935 року їде на навчання до Риму. Там захистив докторську дисертацію і здобув звання доктора св. теології. У 1936 в Римі отримав священничі свячення і дав собі обітницю прийти пішки до отчого дому в Олеську. Перейшов усю Італію, Хорватію, Югославію, Угорщину, однак вибившись із сил, повернув до своєї рідні в Прагу. Трохи відпочивши, продовжив путь у рідні краї.
Першою і останньою парафією молодого священника було с. Кутище біля Підкаменя. Однак це тривало лише кілька років, а далі була підпільна Церква.
З 1944 року не було священника і в сусідньому селі Вербівчик, тому з 1945 р. в село приїжджав о. Олександр, який запечатував гроби, сповідав людей, навчав катехизму. Впродовж кількох років Отець обслуговував також парафію в с. Паликорови. Отець Олександр проводив Богослужіння до свого ув'язнення 1950 року. Влада переконувала Отця перейти в московське православ'я, однак він відмовився. Після відмови його вдруге заарештовують і вирок — 10 років ув'язнення, з якого був звільнений через 8 років.
Коли о. Олександр повернувся до своїх батьків в Олеську, його майже неможливо було впізнати: він важив усього 42 кг, маючи зріст 186 см. Ворог знищив тіло, однак не зміг зламати його дух. Вдома із однієї кімнати Олександр зробив капличку, в якій кожен день служив дві Святі Літургії. До Отця приходили віряни не лише з Олеська, а й з сусідніх сіл: Кутищ, Підкаменя, Стриборівки, Вербівчика, Орихівчика, Яснища, Черниці, Пеняк, Голубиці, Паликорови та ін.
Життя о. Оришкевича проходило під наглядом КДБ, однак отець не покинув підпільне служіння Богові.
Після смерті батьків його доглядали сестра Марія із громади Сестер Витанок та добродійка Ярослава Шатковська.
З великою радістю зустрів вихід Церкви з підпілля, хоча ноги, знищені в таборах, вже не могли дійти до Олеського храму. 
Відійшов у вічність 1995 року. Провести його в останню путь зібралися духовні діти з цілої округи. Прибула делегація Кутищанських парафіян, де отець починав своє служіння Богові. Окрім греко-католиків, прийшло багато православних віруючих. Парастас відслужили василіяни і православні отці. Багатотисячна похоронна процесія із Олеської церкви проводжала отця на цвинтарну гору.